# Sankt Georgen am Längsee

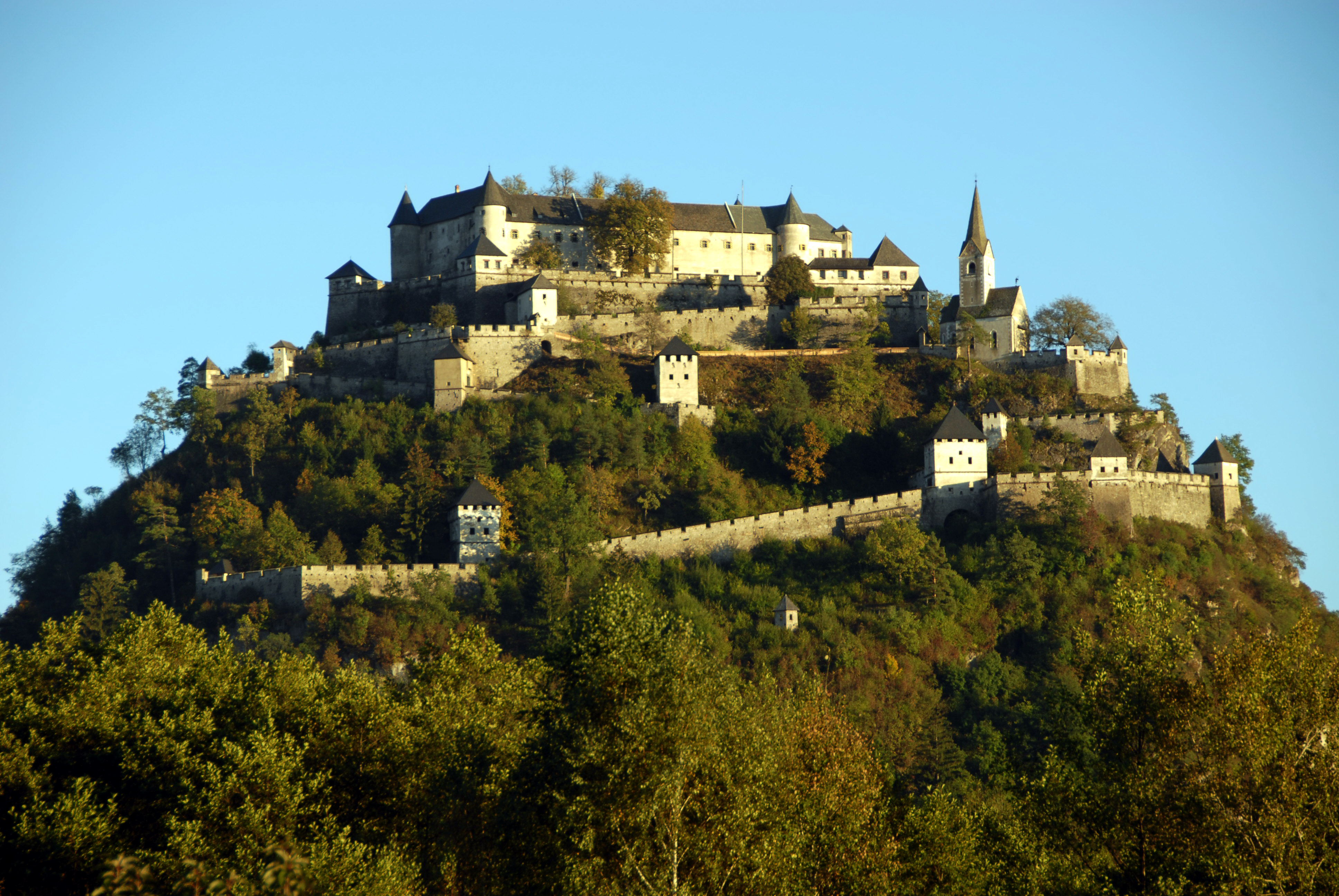
Borgen Hochosterwitz.

Sankt Georgen am Längsee (slovenska: Šentjurij ob Dolgem jezeru) är en ort och kommun i det österrikiska förbundslandet Kärnten. Orten är belägen i östra Kärnten 7 km öster om Sankt Veit an der Glan. Kommunens största ort och administrativa centrum är Launsdorf.
Ortens och kommunens historia är präglad av klostret Sankt Georgen som grundades mellan 1002 och 1008. Kommunens största ort och administrativa centrum Launsdorf hette fram till 1700-talet Maria am Sand efter kyrkan och omnämndes redan 1103.
Kommunen bildades 1850. 1868 öppnades Sydbanan som går genom kommunen vilket bidrog till att kommunen utvecklades från lantbrukskommun till turistkommun.
Viktiga turistmål är sjön Längsee, borgarna Hochosterwitz och Taggenbrunn samt det för detta klostret.

## Orter
Kommunen består av 38 orter (Ortschaften) (inom parentes invånarantal 1 januari 2024):

- Bernaich (92)
- Dellach (77)
- Drasendorf (237)
- Fiming (337)
- Garzern (1)
- Goggerwenig (73)
- Gösseling (79)
- Hochosterwitz (18)
- Kreutern (2)
- Krottendorf (81)
- Labon (6)
- Launsdorf (1 264)
- Maigern (25)
- Mail-Süd (18)
- Niederosterwitz (28)
- Pirkfeld (5)
- Podeblach (43)
- Pölling (18)
- Rain (7)
- Reipersdorf (109)
- Rottenstein (2)
- Scheifling (73)
- Siebenaich (28)
- St. Georgen am Längsee (172)
- St. Martin (10)
- St. Peter (324)
- St. Sebastian (42)
- Stammersdorf (24)
- Taggenbrunn (74)
- Thalsdorf (195)
- Tschirnig (29)
- Töplach (57)
- Unterbruckendorf (6)
- Unterlatschach (12)
- Weindorf (41)
- Wiendorf (7)
- Wolschart (1)
- Zensberg (3)

## Vänorter
- Zoppola, Italien